# Dienstgradgruppe
Eine Dienstgradgruppe fasst mehrere Dienstgrade und meist auch deren Träger zusammen.

## Begriffsbestimmung
Eine Dienstgradgruppe fasst mehrere Dienstgrade (Grade, Ränge, Amtsbezeichnungen usw.) zusammen. Alternativ werden diese Gruppen auch als Rangklasse, Ranggruppe oder ähnlich bezeichnet. Der Name der Dienstgradgruppe ist üblicherweise ebenfalls die Sammelbezeichnung für die Träger der Dienstgrade dieser Dienstgradgruppe. Üblich ist das Konzept vor allem in hierarchisch organisierten Organisationen mit einem ausdifferenzierten Dienst- und Beamtenrecht, wie den meisten Streitkräften, bei der Feuerwehr, im Zivilschutz, in der Polizei usw. Sinn und Zweck der Einteilung in die Dienstgradgruppe ist die vereinfachte Behandlung mehrerer Dienstgrade. In einer Dienstgradgruppe werden vor allem Dienstgrade einer ähnlichen Hierarchieebene oder mit einer gewissen Ähnlichkeit hinsichtlich der von Trägern der Dienstgrade dieser Dienstgradgruppe ausgeübten Tätigkeit zusammengefasst. Rechtliche Regelungen zielen häufig auf eine Dienstgradgruppe insgesamt und differenzieren nicht weiter nach Dienstgraden.
Abgegrenzt werden müssen die Dienstgradgruppen von den Laufbahnen, Laufbahngruppen oder Bezeichnungen für einzelne Abschnitte von Laufbahnen. Diese gliedern zwar ebenso wie die Dienstgradgruppen die Dienstgrade und ihre Träger, jedoch umfassen sie meist Dienstgrade mehrerer Dienstgradgruppen und/oder nur jeweils einen Teil der Dienstgrade oder Personen einer Dienstgradgruppe. Häufig wird ein Dienstgrad auch von den Angehörigen verschiedener Laufbahnen durchlaufen.

## Bundeswehr

### Dienstgradgruppen
Die Dienstgrade der Soldaten der Bundeswehr sind gemäß Zentraler Dienstvorschrift A-1420/24 „Dienstgrade und Dienstgradgruppen“ in sieben Dienstgradgruppen gegliedert:
- Generale
- Stabsoffiziere
- Hauptleute
- Leutnante
- Unteroffiziere mit Portepee
- Unteroffiziere ohne Portepee
- Mannschaften

Die Einteilung in sieben Gruppen entspricht der in der Anordnung des Bundespräsidenten über die Dienstgradbezeichnungen und die Uniform der Soldaten angelegten Gliederung in sieben, dort jedoch unbenannte, Gruppen.

### Einteilung
Die folgende Übersicht zeigt die Zuordnung jedes Dienstgrades in eine der Dienstgradgruppen gemäß Zentraler Dienstvorschrift A-1420/24. Genannt werden zunächst jeweils die Dienstgrade für Heeres- und Luftwaffenuniformträger, erst zuletzt ggf. die Dienstgradbezeichnungen der Marineuniformträger. Tragen Offizieranwärter besondere Dienstgrade, dann sind sie unmittelbar im Anschluss an die „normale“ Dienstgradbezeichnung des jeweiligen Uniformträgerbereichs genannt. Sind entsprechende Dienstgrade nur für Sanitätsoffiziere ausgewiesen, so werden diese ebenfalls gleich im Anschluss an die „normale“ Dienstgradbezeichnung des jeweiligen Uniformträgerbereichs genannt. Zunächst werden die Dienstgradbezeichnungen für Humanmediziner (entsprechen auch immer denen für Zahnärzte), dann die für Apotheker, zuletzt ggf. die für Veterinäre aufgeführt. Sind die Dienstgradbezeichnungen in allen Uniformträgerbereichen identisch, wird auf eine erneute Aufzählung für Marineuniformträger verzichtet.
| Laufbahngruppe | Dienstgradgruppe                | zugehörige Dienstgrade |
| --- | ------------------------------- | --- |
| Offiziere | I Generale                      | 1. GeneralH&L, AdmiralM 2. GeneralleutnantH&L, GeneraloberstabsarztH&L+, VizeadmiralM, AdmiraloberstabsarztM+ 3. GeneralmajorH&L, GeneralstabsarztH&L+, KonteradmiralM, AdmiralstabsarztM+ 4. BrigadegeneralH&L, GeneralarztH&L+, GeneralapothekerH&L+†, FlottillenadmiralM, AdmiralarztM+                                                                         |
| Offiziere | II Stabsoffiziere               | 1. OberstH&L, OberstarztH&L+, OberstapothekerH&L+, OberstveterinärH+, Kapitän zur SeeM, FlottenarztM+, FlottenapothekerM+ 2. OberstleutnantH&L, OberfeldarztH&L+, OberfeldapothekerH&L+, OberfeldveterinärH+, FregattenkapitänM, FlottillenarztM+, FlottillenapothekerM+ 3. MajorH&L, Oberstabsarzt+, Oberstabsapotheker+, OberstabsveterinärH+, KorvettenkapitänM |
| Offiziere | III Hauptleute                  | 1. StabshauptmannH&L, StabskapitänleutnantM 2. HauptmannH&L, Stabsarzt+, Stabsapotheker+, StabsveterinärH+, KapitänleutnantM |
| Offiziere | IV Leutnante                    | 1. OberleutnantH&L, Oberleutnant zur SeeM 2. LeutnantH&L, Leutnant zur SeeM |
| Unteroffiziere | V Unteroffiziere mit Portepee   | 1. OberstabsfeldwebelH&L, OberstabsbootsmannM 2. StabsfeldwebelH&L, StabsbootsmannM 3. HauptfeldwebelH&L, Oberfähnrich*H&L, HauptbootsmannM, Oberfähnrich zur See*M 4. OberfeldwebelH&L, OberbootsmannM 5. FeldwebelH&L, Fähnrich*H&L, BootsmannM, Fähnrich zur See*M                                                                                              |
| Unteroffiziere | VI Unteroffiziere ohne Portepee | 1. StabsunteroffizierH&L, ObermaatM 2. UnteroffizierH&L, Fahnenjunker*H&L, MaatM, Seekadett*M |
| Mannschaften | VII Mannschaften                | 1. Stabskorporal 2. Korporal 3. Oberstabsgefreiter 4. Stabsgefreiter 5. Hauptgefreiter 6. Obergefreiter 7. Gefreiter 8. GrenadierH, JägerH, PanzerschützeH, PanzergrenadierH, PanzerjägerH†, KanonierH&L, PanzerkanonierH, PionierH, PanzerpionierH, FunkerH, PanzerfunkerH, SchützeH, FliegerH&L, Sanitätssoldat**, MatroseM                                      |
| * nur Offizieranwärter H nur Heeresuniformträger H&L nur Heeres- oder Luftwaffenuniformträger M nur Marineuniformträger + nur Sanitätsoffiziere (Bezeichnung „-arzt“ für Human- inklusive Zahnmediziner, „-apotheker“ für Apotheker, „-veterinär“ für Veterinäre) † In diesen Dienstgrad werden zurzeit bis auf Weiteres keine Soldaten mehr ernannt, weil die entsprechende Truppengattung entfiel (dies ist der Fall beim Panzerjäger) oder der Haushalt keine Neubeförderungen mehr vorsieht (trifft auf den Generalapotheker zu). H, H&L, M Wenn ein Dienstgrad weder mit einem hoch gestellten „H“, noch mit „H&L“ noch mit „M“ indiziert ist, dann findet sich der Dienstgrad in allen Uniformträgerbereichen. ** Gemäß der ZDv A-1420/24 führen Soldaten im niedrigsten Dienstgrad in Laufbahnen des Sanitätsdienstes stets den Dienstgrad Sanitätssoldat. Es gibt jedoch zahlreiche Beispiele für Marine- bzw. Luftwaffenuniformträger in den Laufbahnen des Sanitätsdienstes, die als Matrose bzw. Flieger bezeichnet werden, wenn sie in Truppenteilen der Marine bzw. Luftwaffe dienen. |                                 | |

### Zweck der Dienstgradgruppen
Die Einteilung der Dienstgrade der Bundeswehr in Dienstgradgruppen erfolgt, um eine einheitliche Ansprache und eine rechtliche Gleichbehandlung aller oder mehrerer Soldaten einer vergleichbareren Hierarchiestufe zu vereinfachen. So betreffen beispielsweise einzelne Vorschriften zur Uniform (insbesondere Zentrale Dienstvorschrift (ZDv) 37/10) oder zur Anrede und zum Gruß (insbesondere Zentralrichtlinie A2-2630/0-0-3 „Militärische Formen und Feiern der Bundeswehr“, ehemals ZDv 10/8) häufig alle Soldaten einer Dienstgradgruppe. Besondere Bedeutung haben die Dienstgradgruppe für die zweckmäßige Organisation der Bundeswehr, weil an die Dienstgradgruppe (bzw. an die Unterschiedlichkeit der Dienstgradgruppen mehrerer Soldaten) im Sinne der Vorgesetztenverordnung in einigen Fällen die Etablierung eines Vorgesetztenverhältnisses gebunden ist. Zwar ist die Vorgesetzteneigenschaft in der Bundeswehr meist an die Dienststellung gebunden, wo aber ein Vorgesetztenverhältnis allein oder maßgeblich aufgrund des Dienstgrades vorliegt (§ 4 „Vorgesetztenverhältnis auf Grund des Dienstgrades“ der Vorgesetztenverordnung), sind meist Dienstgradgruppenhöhere Vorgesetzte der Soldaten niedrigerer Dienstgradgruppen. Außer in den in § 6 der Vorgesetztenverordnung („Vorgesetztenverhältnis auf Grund eigener Erklärung“) beschrieben Fällen können also allein auf Grund des Dienstgrades zwei Soldaten derselben Dienstgradgruppe nicht in einem Vorgesetztenverhältnis stehen.

### Alternative Bezeichnungen
Die Dienstgrade der Unteroffiziere mit Portepee werden informell mitunter als „Feldwebeldienstgrade“, deren Träger als „Feldwebel“ oder „Porteepeeunteroffiziere“ bezeichnet. Die Gruppe der Unteroffiziere ohne Portepee informell-kurz entsprechend als „Unteroffizierdienstgrade“ bzw. als „Unteroffiziere“, wobei diese Sammelbezeichnungen häufig auch die beiden letztgenannten Dienstgradgruppen meinen.

### Weitere Sammelbezeichnungen
Teils basierend auf anderen offiziellen Verordnungen, Gesetzen sowie Erlassen, teils aber auch rein informell werden neben den Dienstgradgruppen im Sinn der Zentralen Dienstvorschrift A-1420/24 weitere Dienstgrade in Gruppen (nicht Dienstgradgruppen im formalen Sinn!) zusammengefasst.
Die Soldaten der Dienstgradgruppen Generale, Stabsoffiziere, Hauptleute, Leutnante werden gemäß Vorgesetztenverordnung und der Anordnung des Bundespräsidenten über die Dienstgradbezeichnungen und die Uniform der Soldaten als „Offiziere“ zusammengefasst. In der Anordnung des Bundespräsidenten über die Dienstgradbezeichnungen werden darüber hinaus die Soldaten der beiden Dienstgradgruppen Unteroffiziere mit und ohne Portepee als „Unteroffiziere“ zusammengefasst.
Marineuniformträger der Dienstgradgruppe der Generale werden auch als „Admirale“ oder „Flaggoffiziere“ zusammengefasst; als Generale werden in diesem Sinne dann meist nur die Heeres- und Luftwaffenuniformträger der Dienstgradgruppe verstanden. Marineuniformträger der Unteroffiziere mit Portepee werden informell häufig als „Bootsleute“, vereinzelt auch als „Bootsmänner“ bezeichnet, wohingegen dann „Feldwebel“ oder „Feldwebeldienstgrade“ informell nur entsprechende Heeres- und Luftwaffenuniformträger meint. Entsprechend werden Marineuniformträger der Dienstgradgruppe der Unteroffiziere ohne Portepee informell als „Maate“ bezeichnet, wohingegen informell die Heeres- und Luftwaffenuniformträger aus dieser Dienstgradgruppe abgrenzend und auch anders als im Sinne der Anordnung des Bundespräsidenten als „Unteroffiziere“ bezeichnet werden. Die von den Dienstgraden der übrigen Offiziere abweichenden Dienstgrade der Sanitätsoffiziere werden informell als „Sanitätsoffizierdienstgrade“ oder „Sanitätsdienstgrade“ zusammengefasst.

## Nationale Volksarmee

### Soldaten
- Soldat (je nach Teilstreitkraft oder Truppengattung verschiedene Bezeichnungen) bis Stabsgefreiter und Unteroffiziersschüler
- Matrose bis Stabsmatrose und Unteroffiziersschüler

### Unteroffiziere
- Unteroffizier bis Stabsfeldwebel und Offiziersschüler bzw. Fähnrichschüler
- Maat bis Stabsobermeister und Offiziersschüler bzw. Fähnrichschüler

### Fähnriche
- Fähnrich bis Stabsoberfähnrich

### Offiziere
- Unterleutnant bis Oberst
- Unterleutnant bis Kapitän zur See

### GeneraleundAdmirale
- Generalmajor bis Armeegeneral (Eigentlich bis Marschall der DDR, der Dienstgrad wurde jedoch nie vergeben.)
- Konteradmiral bis Flottenadmiral

Bei den Dienstgradgruppen der Offiziere, Offiziere und Generale sowie Admirale sind die jeweiligen Dienstgrade im Sanitätswesen entsprechend eingeschlossen.

## Bundesheer
Beim Bundesheer gibt es folgende Dienstgradgruppen:

### Personen ohne Chargengrad
- Rekrut

### Chargen
- Gefreiter bis Zugsführer

### Unteroffiziere
- Wachtmeister bis Vizeleutnant

### Offiziere
- Fähnrich bis General

## Schweizer Armee
In der Schweizer Armee werden nach Art. 102 MG folgende Grade (Dienstgradgruppen) verwendet:

### Mannschaft
- Rekrut
- Soldat
- Gefreiter
- Obergefreiter

### Unteroffiziere
- Korporal
- Wachtmeister
- Oberwachtmeister

### Höhere Unteroffiziere
- Feldweibel
- Fourier
- Hauptfeldweibel
- Adjutant Unteroffizier
- Stabsadjutant
- Hauptadjutant
- Chefadjutant

### Offiziere
Fachoffiziere
- Fachoffizier

#### Subalternoffiziere
- Leutnant
- Oberleutnant

#### Hauptleute
- Hauptmann

#### Stabsoffiziere
- Major
- Oberstleutnant
- Oberst

#### Höhere Stabsoffiziere
- Brigadier
- Divisionär
- Korpskommandant

#### Oberbefehlshaberder Armee
- General